# Rakel Seweriin
Rakel Seweriin, född 1906, död 1995, var en norsk politiker. 
Hon var socialminister 1953–1955. 